# سنگاپور ایرلاینز

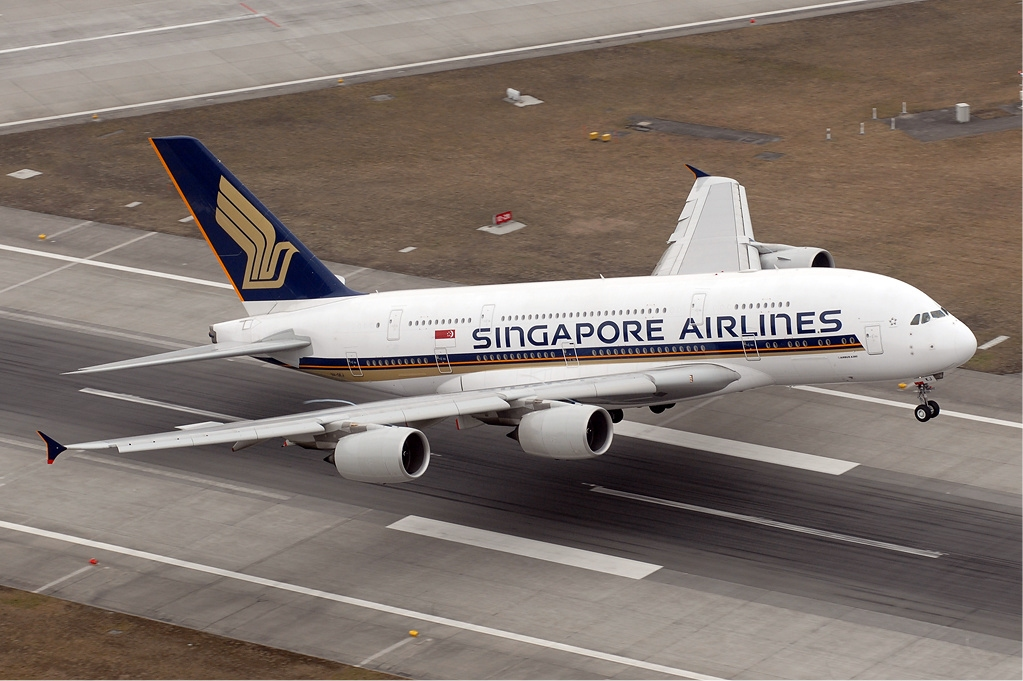
ایرباس ای۳۸۰ متعلق به شرکت سنگاپور ایرلاینز

سنگاپور ایرلاینز (به انگلیسی: Singapore Airlines)(اختصاری SIA) یا خطوط هوایی سنگاپور، شرکت هواپیمایی حامل پرچم سنگاپور است که در سال ۲۰۱۲ بیش از ۱۸ میلیون مسافر و در ۲۰۱۱ بالغ بر ۱۶٫۹ میلیون مسافر را جابجا نموده‌است و مجموعا از سال ۲۰۱۳ تا ۲۰۱۸ بیش از ۸۰ میلیون مسافر را جابه‌جا کرده‌است. این شرکت هم‌اکنون جزو پنج شرکت بزرگ هوایی جهان محسوب می‌شود. این شرکت در ۱۵ دسامبر ۲۰۱۰ با درآمدی معادل ۱۴ میلیارد دلار از سوی یاتا به‌عنوان دومین شرکت بزرگ هواپیمایی جهان بر پایه میزان درآمد سالیانه، معرفی شد و هم‌اکنون جزو پنج شرکت بزرگ هوایی جهان محسوب می‌شود.
شرکت سنگاپور ایرلاینز در تاریخ ۱ مه ۱۹۴۷ توسط شرکت مالایَن ایرویز تأسیس شد. قطب این شرکت هواپیمایی؛ فرودگاه چانگی سنگاپور است. سنگاپور ایرلاینز حامی مالی اصلی تیم ملی فوتبال سنگاپور است.

## رتبه جهانی
در سال ۲۰۱۶ سایت معتبر worldairlineawards که رده‌بندی‌های شرکت‌های هوایی در جهان را انجام می‌دهد، شرکت هوایی سنگاپور را به عنوان سومین خط هوایی برتر سال انتخاب کرد. این ایرلاین توانست با طراحی بسیار مناسب فضای سرنشین، کترینگ عالی و تنوع غذایی (شامل غذاهای مختلف شرق آسیا)، عملکرد بهتری در مقایسه با خطوط عربی داشته باشد.
بر پایه برآوردی در نشریه «فوربس»، سنگاپور ایرلاینز به‌عنوان «برترین» شرکت برای انجام مسافرت‌های هوایی در سال ۲۰۱۹ میلادی انتخاب شد. این شرکت به دلیل خدمات عالی با قیمت مناسب توانست این جایگاه را برای چندمین بار به‌دست‌آورد.
این شرکت در چندین رده‌بندی دیگر هم به عنوان بهترین خط هوایی در سال ۲۰۱۸ انتخاب شده بود. از جمله پیش‌تر در رده‌بندی «اسکای ترکس»، شرکت هوایی سنگاپور بهترین خط جهان در سال ۲۰۱۸ شده بود. یکی از نکاتی که سبب می‌شود این شرکت در فهرست‌های بهترین خطوط هوایی همیشه جایگاه اول را داشته باشد ترکیبی از امکانات رفاهی مناسب در پرواز، ایمنی و نظم، محیط بسیار آرامش‌بخش کابین، مهماندارانی با لباس‌های زیبای شرق آسیا در کنار غذاهای لذیذ با طعم شرقی است. از سوی دیگر معمولاً صندلی‌های این شرکت فضای بیشتری را در کلاس‌های اکونومی برای مسافران خود در نظر می‌گیرد.

## ناوگان هوایی
ناوگان مسافربری
| هواپیما              | تعداد | سفارش ها | ظرفیت صندلی     | توضیحات |
| -------------------- | ----- | -------- | --------------- | ------- |
| ایرباس ای۳۵۰-۹۰۰     | ۶۴    | ۱        | ۲۵۳             |         |
| ایرباس ای۳۸۰-۸۰۰     | ۱۲    |          | ۴۷۱             |         |
| بوئینگ ۷۳۷-۸۰۰       | ۸     |          | ۱۶۲             |         |
| بوئینگ ۷۳۷مکس        | ۱۵    |          | ۱۵۴             |         |
| بوئینگ ۷۷۷-۳۰۰ ای آر | ۲۲    |          | ۲۶۴             |         |
| بوئینگ ۷۷۷-۹         |       | ۴        | اعلام خواهد شد. |         |
| بوئینگ ۷۸۷-۱۰        | ۲۳    | ۲        | ۳۳۷             |         |
| مجموع                | ۱۵۶   | ۷        |                 |         |

ناوگان باری
| هواپیما           | تعداد | توضیحات |
| ----------------- | ----- | ------- |
| بوئینگ ۷۴۷-۴۰۰ اف | ۷     |         |
| بوئینگ ۷۷۷ اف     | ۵     |         |
| مجموع             | ۱۲    |         |